# Микава (Грузия)
Микава (груз. მიქავა) — село в Грузии, на территории Цаленджихского муниципалитета края (мхаре) Самегрело-Верхняя Сванетия.

## География
Село находится в западной части Грузии, в междуречье Чанисцкали и Хобисцкали, на расстоянии приблизительно 1 километра (по прямой) к востоку от города Цаленджиха, административного центра муниципалитета. Абсолютная высота — 268 метров над уровнем моря.

## Население
По результатам официальной переписи населения 2014 года, в Микаве проживало 393 человека (196 мужчин и 197 женщин). В национальной структуре населения грузины составляли 99,7 %, абхазы — 0,3 %.
| Год  | Население, человек |
| ---- | ------------------ |
| 2002 | 576                |
| 2014 | ↘ 393              |